# Subterranean Jungle
Subterranean Jungle – siódmy studyjny album punkrockowego zespołu Ramones, wydany w lutym 1983 roku przez Sire Records. Reedycja z 2002 (Rhino Records) została uzupełniona dodatkowymi utworami.

## Lista utworów
1. „Little Bit o' Soul” (Kenneth Hawker/John Shakespeare) – 2:43
2. „I Need Your Love” (Bobby Dee Waxman) – 3:03
3. „Outsider” (Dee Dee Ramone) – 2:10
4. „What'd Ya Do?” (Joey Ramone) – 2:24
5. „Highest Trails Above” (Dee Dee Ramone) – 2:09
6. „Somebody Like Me” (Dee Dee Ramone) – 2:34
7. „Psycho Therapy” (Dee Dee Ramone/Johnny Ramone) – 2:35
8. „Time Has Come Today” (Willie Chambers/Joseph Chambers) – 4:25
9. „My-My Kind of a Girl” (Joey Ramone) – 3:31
10. „In the Park” (Dee Dee Ramone) – 2:34
11. „Time Bomb” (Dee Dee Ramone) – 2:09
12. „Everytime I Eat Vegetables It Makes Me Think of You” (Joey Ramone) – 3:04

### CD 2002 (Rhino Records)
1. „Indian Giver” (Original Mix) (Bobby Bloom/Ritchie Cordell/Bo Gentry) – 2:45
2. „New Girl in Town” (Ramones) – 3:33
3. „No One to Blame” (Demo) (Ramones) – 2:24
4. „Roots of Hatred” (Demo) (Ramones) – 3:36
5. „Bumming Along” (Demo) (Ramones) – 2:20
6. „Unhappy Girl” (Demo) (Ramones) – 2:20
7. „My-My Kind of Girl” (Acoustic Demo) (Joey Ramone) – 3:10

## Skład
- Joey Ramone – wokal
- Johnny Ramone – gitara
- Dee Dee Ramone – gitara basowa, wokal
- Marky Ramone – perkusja

Gościnnie:
- Walter Lure – gitara
- Billy Rogers – perkusja w „Time Has Come Today”

Produkcja:
- Ritchie Cordell – producent
- Glen Kolotkin – producent
- Ron Cote – inżynier dźwięku
- George DuBose – fotograf
- Tony Wright – projekt okładki